# Lijnbaansgracht 61
Lijnbaansgracht 61 is een gebouw in Amsterdam-Centrum.
Het gebouw staat aan de Lijnbaansgracht, even ten noorden van de Westerstraat. Het in circa 1850 gebouwde pand van architect/makelaar J. Adriaansz. diende een tijdlang tot garagebedrijf M. Drent en de Amsterdamsche Kolen Centrale. Het gebouw kent een poort, rond raam op de eerste etage en onder de dakrand van het zadeldak zijn de bakstenen in een hoek van 45 graden gemetseld. Het gebouw is des te opvallender aangezien het ter plaatse een van de weinige lage gebouwen is, gesitueerd tussen de hogere (4 etages) woonblokken eromheen. Nadat de genoemde bedrijven vertrokken kende het pand diverse bestemmingen en ging de onderhoudstoestand achteruit. In 2013/2014 is het pand rigoureus gerenoveerd onder de begeleiding van architectenbureau Klein en onder toeziend oog van de particuliere eigenaren. Achter de historische gevel werd in wezen op een nieuwe paalfundering een nieuw gebouw neergezet, dat kon dienen tot magazijn en woning. De financiering kwam deels tot stand met medewerking van het restauratiefonds. Tijdens die renovatie verdwenen alle bedrijfsnamen van de gevel. Het gebouw was in 2005 al benoemd tot gemeentelijk monument.

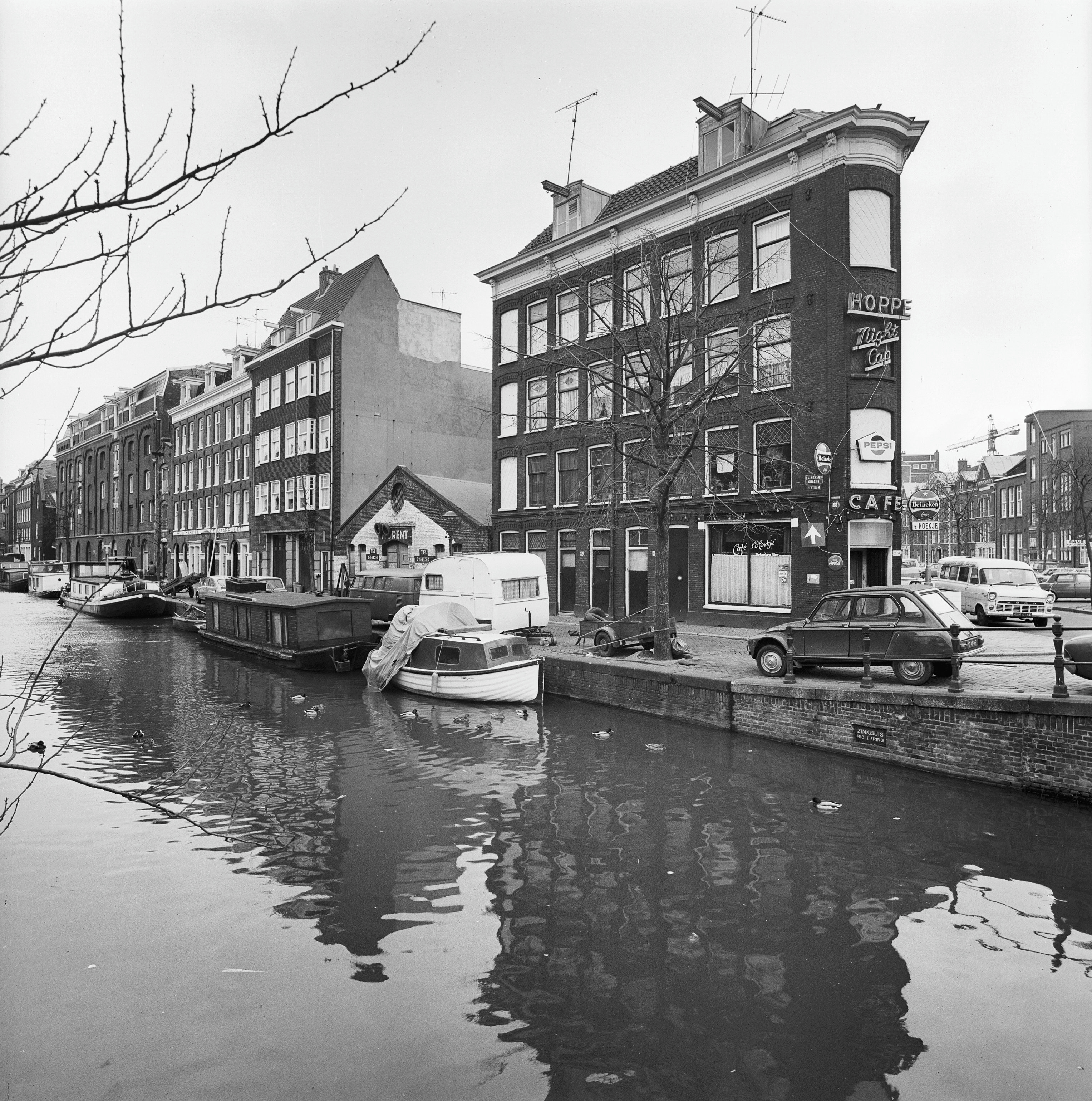
Lijnbaansgracht 61 (laagbouw, 1976)